# François Robichon de La Guérinière
Pour les articles homonymes, voir François Robichon, Robichon, La Guérinière (homonymie) et La Guérinière.
François Robichon de la Guérinière, né le 8 mai 1688 à Essay et mort le 2 juillet 1751, est un écuyer français. Il est souvent considéré comme le plus grand écuyer français de tous les temps

## Biographie
François Robichon de La Guérinière, issu d’une vieille famille vosgienne de gentilshommes verriers, est né à Essay, près d’Alençon, où le docteur L. Guyot a trouvé son acte de baptême, daté du 8 mai 1688. Son père était Pierre Robichon, seigneur de La Guérinière, officier de la duchesse d’Orléans et avocat au siège d’Essay.
François passa sa jeunesse en Normandie. Son frère aîné, Pierre des Brosses de La Guérinière, dirigea l’académie d'équitation de Caen, aménagée dans le domaine du château de la Guérinière. Comme le cadet mourut célibataire et que l’aîné n’eut qu’une fille (qui épousa un autre écuyer de valeur, M. de La Pleignière), il n’y a pas de descendants directs portant l’un des noms les plus célèbres de l’histoire équestre. Mais il existe toujours des Robichon de La Guérinière, descendants d’une autre branche de cette famille.
La Guérinère épousa en 1718 Marguerite Robin de la Lorete : 1) Anne-Antoine et 2) Apolline x Ignace Lesieur, écuyer, sieur de Croissy. Anne-Antoine et Ignace (François Ignace de Croissy) reprirent l’académie d’équitation.
En 1715, nanti de son brevet d’écuyer du roi reçut du comte d'Armagnac, François de La Guérinière vient à Paris. Il s'associe avec un certain Colmenil pour ouvrir une académie d’équitation rue de Vaugirard. Après son mariage en 1718, il se sépare de Colmenil, puis de son second associé, pour prendre avec lui son frère Pierre de la Brosse. Ce dernier supporta toute sa vie la plus grosse part des ennuis financiers qui assaillirent François pour lequel il se ruina.Le manège s'installa dans un ancien jeu de paume sis dans ce qui était alors la rue des Francs-Bourgeois-Saint-Michel. L’emplacement de ce manège correspond à l’actuelle rue de Médicis, à la hauteur du no 3, mordant sur le jardin, alors moins étendu, immédiatement au nord de la fontaine Médicis. C’est là qu’en quinze ans La Guérinière acquit sa réputation d’écuyer et de professeur hors de pair qui lui valut, en 1730, d’être nommé écuyer ordinaire du manège des Tuileries par le grand écuyer de France, le prince Charles de Lorraine, comte d’Armagnac, avec l'agrément du roi. Rapidement, il l'érigea au niveau d'une académie supérieure où tout ce qui touchait au cheval était enseigné.Stricto sensu, La Guérinière ne fit donc pas partie de l’école de Versailles.

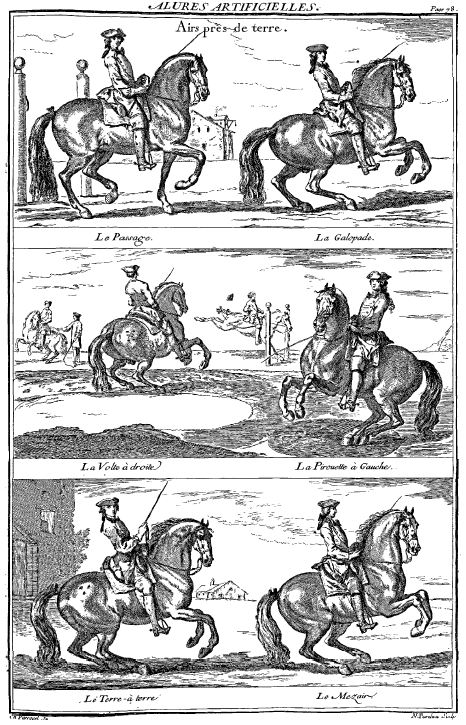
Airs près de terre. Planche de Parrocel de l' École de cavalerie, François Robichon de La Guérinière (ed.1733)

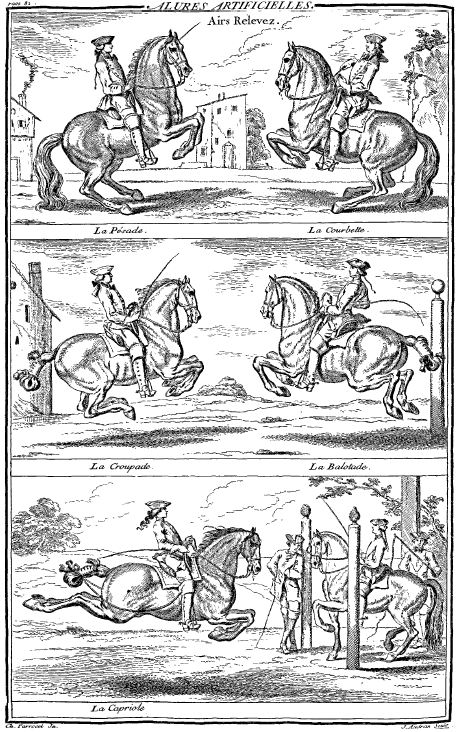
Airs relevés. Planche de Parrocel de lÉcole de cavalerie, François Robichon de La Guérinière (éd. 1733)

Le manège royal des Tuileries, gloire de l’école française autant que la Grande Écurie, se dressait sur l’emplacement de l’actuelle rue de Rivoli, à l’aboutissement de la rue de Castiglione. Il jouxtait le jardin et ouvrait sur une longue carrière comme on les aimait alors et qui s’étendait jusqu’à l’angle du château (aujourd’hui place des Pyramides). Ce fut probablement ce dégagement unique qui donna au Premier consul l’idée de sa rue de Rivoli, dont le percement entraîna, en 1803-1804, la démolition du Manège, après que celui-ci eut pris une tout autre renommée en abritant les assemblées révolutionnaires, Louis XVI y ayant été jugé. Deux plaques en rappellent l’existence : une « politique » posée au début du siècle contre la grille des Tuileries, une « équestre » posée en 1951 par le Cercle hippique de France, pour le deuxième centenaire de la mort de François de La Guérinière.
La renommée de celui-ci était devenue internationale. Les élèves arrivaient de toute l’Europe, et l’on sait que son École de cavalerie, publiée en 1731 et recueil des grands principes qui constituèrent l'école française, est toujours considérée comme la « Bible équestre » par les cavaliers de l’Europe centrale.
La Guérinière peut être considéré comme le fondateur de l'équitation des temps mordernes, en France sinon en Europe. Il a simplifié les moyens de dressage du cheval, et apporté des modifications à son harnachement. Il s'attacha à définir l'exact équilibre du cheval et enseigna la rectitude de la position du cavalier. Vingt siècles après l'Athénien Xénophon, il fut un relais essentiel de la théorie de l'art équestre. Le dernier mot lui appartient, à la faveur d'une phrase, parmi d'autres, tirée de ses écrits. Elle est un parfait reflet de sa clarté d'expression et semble avoir été écrite pour commenter le pastel de Tocqué : « La grâce à cheval consiste en une posture bien droite et libre, qui vient du contrepoids du corps bien observé ; en sorte que, dans tous les mouvements que fait le cheval, le cavalier, sans déranger son assiette, conserve autant qu'il le peut un juste équilibre, cet air d'aisance et de liberté qui forme ce qu'on appelle le bel homme de cheval. »
Les funérailles de François Robichon de La Guérinière furent célébrées en l'église Saint-Germain-l'Auxerrois, paroisse du Palais-Royal, des Tuileries et de ses dépendances. Il fut enterré au cimetière des Innocents qui sera fermé en 1785. Sa dépouille a donc disparu avec celle de quelque deux millions d'ensépulturés dans l'un des plus anciens cimetières parisiens, car le mode d'inhumation était, suivant la règle, la fosse commune.

## Héritage

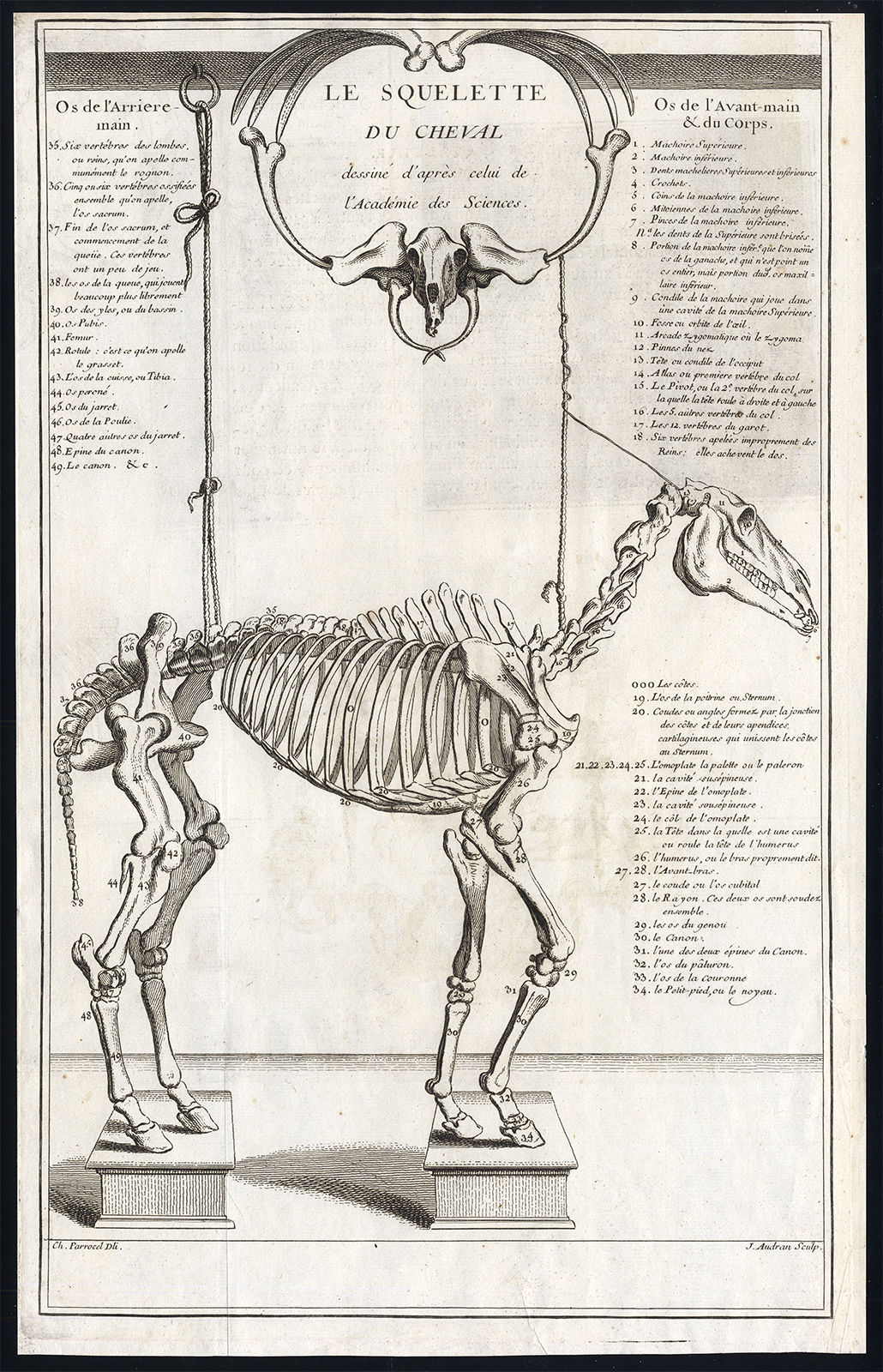
Jean Audran, Le squelette du cheval, d'après Charles Parrocel

Dans son École de cavalerie, illustrée par Charles Parrocel, La Guérinière cite comme ses principaux inspirateurs « Messieurs du Plessis (1620-1696, maître de Louis XIV) et de la Vallée » qui n’ont pas laissé d’écrits et ne reconnaît que deux auteurs, « dont les ouvrages soient estimés » Monsieur de La Broue, lui-même élève de l’illustre Jean-Baptiste Pignatel (ou Pignatelli), et Monsieur le Duc de Newcastle, seigneur anglois, « le plus savant homme de cheval de son temps. » Il ne consacre que quelques lignes à Pluvinel, sur le travail aux piliers, ne retenant de son œuvre que « des planches estimées des curieux par rapport à la gravure et à l’habillement ». Les eaux-fortes destinées à l'illustration de l'ouvrage ont été gravées, notamment par Jean Audran, Laurent Cars, Nicolas-Dauphin de Beauvais, Louis Desplaces, Nicolas-Gabriel Dupuis et Jacques-Philippe Le Bas, d'après les dessins de Charles Parrocel.
Dès le chapitre premier, il expose son ambition de clarification : « leurs ouvrages sont des trésors infructueux … par le peu d’ordre qui y règne » Cette « bible » équestre, pour reprendre le terme consacré lui permet non seulement de codifier et de clarifier les principes de ses prédécesseurs, mais surtout de poser les bases d’une nouvelle école plus simple, plus naturelle et plus adaptée à l’usage habituel du cheval. Il est le premier à exposer que tous les chevaux ne sont pas capables du même travail, et que les exigences doivent être adaptées aux capacités du cheval. « …ceux à qui la nature a donné une bouche excellente, les hanches solides et les ressorts unis et liants… » ainsi que les « braves chevaux ».
Il annonce également l’« éthologie équestre » bien avant la lettre : « La connaissance du naturel d’un cheval est un des premiers fondements de l’art de le monter, et tout homme de cheval en doit faire sa principale étude. » Il trouve deux causes à l'indocilité du cheval, une cause tenant au physique de l'équidé, et une cause venant des cavaliers qui ne savent pas former son caractère du fait d'exigences excessives ou de maladresses.
Le cavalier y trouve tout ce qu’il lui est possible d’acquérir seul, à condition qu’il veuille bien lire attentivement et qu’il ne soit plus tout à fait un débutant. L’écuyer s’y retrempe dans une révision des connaissances qui se place à égale distance du dépouillement antique de Xénophon et de la scrupuleuse minutie germanique de Steinbrecht. Si Antoine de Pluvinel a fait évoluer l’équitation de tradition guerrière vers une équitation d’agrément, c’est La Guérinière qui saura prolonger et amplifier le mouvement de son prédécesseur pour forger le classicisme français.
François de La Guérinière contribua largement à l’œuvre équestre, non seulement comme dresseur, comme professeur et comme écrivain, mais aussi comme inventeur ou tout au moins comme apologiste de deux leçons capitales dans l’assouplissement et la mise en condition du cheval : l’épaule en dedans et la descente de main. Il est possible que M. de Vendeuil, l’illustre maître de La Guérinière, ait inauguré l’épaule en dedans, mais c’est son élève, devenu célèbre, qui l’a dégagée et formulée.

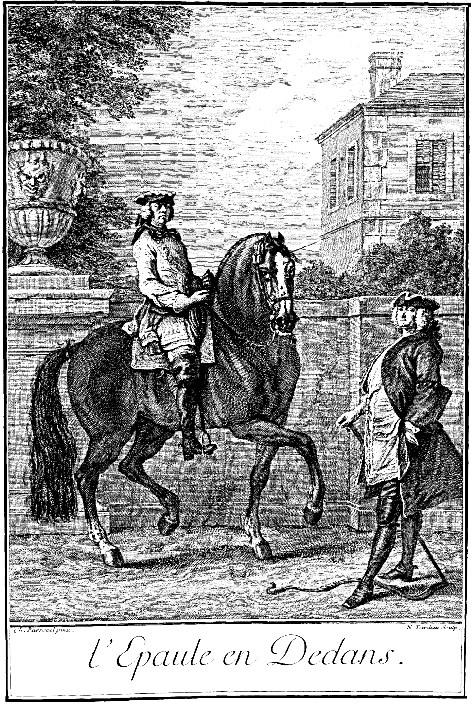
L'épaule en dedans. Planche de Parrocel de l' École de cavalerie, François Robichon de La Guérinière (ed.1733)

La leçon de l’épaule en dedans, « qui est la plus difficile et la plus utile de toutes celles que l’on doit employer pour assouplir les chevaux », succède, avec La Guérinière, au travail sur le cercle et sur deux pistes de La Broue et de Newcastle, ce dernier reconnaissant lui-même que, dans le cercle la tête en dedans, « les parties de devant sont plus sujettes et plus contraintes que celles de derrière et que cette leçon met un cheval sur le devant ».
C’est pourquoi La Guérinière a cherché et trouvé « de tourner la tête et les épaules (du cheval) un peu en dedans vers le centre du manège, comme si effectivement on voulait le tourner tout-à-fait, et, lorsqu’il est dans cette posture oblique et circulaire, il faut le faire marcher en avant le long du mur, en l’aidant de la rêne et de la jambe de dedans : ce qu’il ne peut absolument faire dans cette attitude sans croiser ni chevaler la jambe de devant par-dessus celle de dehors, et de même la jambe de derrière de dedans par-dessus celle de derrière de dehors… ».
« Cette leçon, ajoute La Guérinière, produit tant de bons effets à la fois que je la regarde comme la première et la dernière de toutes celles qu’on peut donner au cheval pour lui faire prendre une entière souplesse et une parfaite liberté dans toutes ses parties. Cela est si vrai, qu’un cheval qui aura été assoupli suivant ce principe et gâté après ou à l’École, ou par quelque ignorant, si un homme de cheval le remet pendant quelques jours à cette leçon, il le trouvera aussi souple et aussi aisé qu’auparavant. ».
La Guérinière fait travailler l’épaule en dedans aux trois allures. Le travail au galop plié est très délicat et ne peut être demandé qu’à des chevaux « chevalant. » déjà haut. La Guérinière fait galoper le cheval l’épaule en dedans « pour lui apprendre à approcher la jambe de derrière de dedans de celle du dehors et lui faire baisser la hanche, et, lorsqu’il a été assoupli et rompu dans cette posture, il lui est aisé de galoper ensuite les hanches unies et sur la ligne des épaules, en sorte que le derrière chasse le devant, ce qui est le vrai et beau galop. ».
Quant à la descente de main, « une aide des plus subtiles et des plus utiles de la cavalerie. », c’est une façon de rendre la main en prenant les rênes avec la main droite au-dessus de la main gauche, « et en lâchant un peu les rênes dans la main gauche, on fait passer le sentiment du mors dans la main droite, et enfin en quittant tout-à-fait les rênes qui étaient dans la main gauche, on baisse la main droite sur le cou du cheval. ». Le cheval se trouve entièrement libre, à condition qu’il ne soit pas sur les épaules, mais plutôt après avoir marqué un demi-arrêt et lorsqu’on sent qu’il plie les hanches, demeurant ainsi léger à la main.
Il étudia les mécanismes de la locomotion et classa les allures naturelles et artificielles. Il distingue dans les allures naturelles, les allures parfaites qui sont le pas, le trot et le galop, et les allures défectueuses, l'amble, le traquenard et l'aubin.
Dans son Ecole de cavalerie, reprenant la figure de la passade crée dans l'Italie de la Renaissance et décrite par Cesare Fiaschi, il rend compte du travail sur les voltes qui sont destinées à rendre les chevaux plus adroits dans les combats d'épée et de pistolet. Il s'agit soit de gagner la croupe de son ennemi, soit de se laisser gagner la sienne, en faisant toujours tête à son adversaire. Les voltes deviennent ensuite un exercice du manège académique.
La Guérinière préconise de raccourcir les étriers de manière à permettre la flexion des articulations du cavalier qui ainsi a une assiette lui donnant aisance et efficacité. Le cavalier, assis auparavant sur l'enfourchure, est dorénavant assis sur les fesses.
Les pages consacrées au cheval de guerre et aux chevaux de chasse montrent que l'équitation d'extérieur lui était aussi très familière.
Comme tous les classiques, La Guérinière connut – en France, du moins – un relatif abandon aux temps du romantisme équestre et de ses querelles. Baucher lui reproche de manquer parfois de précision. Bohan lui avait adressé le reproche contraire. Puis la synthèse s’établit au cours de la seconde moitié du XIXe siècle, sentie par le commandant Guérin, exprimée par le général L’Hotte.
La Guérinière a laissé un ouvrage écrit, École de cavalerie, dont un abrégé, Éléments de cavalerie. Les deux livres ont été réédités maintes fois et ont fait l’objet de traductions à l’étranger. Les célèbres planches de Charles Parrocel en augmentent encore la valeur.

## Citations
- « Ces imitateurs de justesse tant désirée amortissent le courage d’un brave cheval et lui ôtent toute la gentillesse que la nature lui a donnée. »
- « La connaissance du naturel d’un cheval est un des premiers fondements de l’art de le monter, et tout homme de cheval en doit faire sa principale étude. »
- « La main bonne renferme trois qualités qui sont d’être légère, douce et ferme. »

## Écrits
François Robichon de La Guérinière, École de cavalerie : contenant la connoissance, l'instruction et la conservation du cheval, vol. 2 vol. in-8° , pl., Paris, J. Guérin, 1736, 276 p. (ISBN 978-2-85231-007-0), Consultable sur Gallica (BNF 30719550). La première édition en un volume est de 1733, (BNF 30719549).
- Éléments de cavalerie, Paris, 1740 ; réédition 1741, 1754, 1768, 1791.
- A la française: Pages choisies de l'Ecole de cavalerie, Paris, Mazeto Square, coll. « Le pied à l'étrier », 2016, 124 p.  (ISBN 978-2-919229-40-6)
- Ecole De Cavalerie. Paris, 1751, doi:10.3931/e-rara-79834 (Copie numérieque sur e-rara)

## Sources
- André Monteilhet, Les Maîtres de l’œuvre équestre : suivi de Les Mémorables du cheval, Actes Sud, coll. « Arts équestres », 2009, 498 p. (ISBN 978-2-7427-8633-6, BNF 42067464)
- Étienne Saurel, Pratique de l’équitation selon les maîtres français
- Dominique Ollivier, L'Épaule en dedans révélée, Edhippos, 2010, 272 p.  (ISBN 978-2-9534077-3-0)
- François Robichon de La Guérinière : écuyer du roi et d'aujourd'hui, Paris, Belin, 2000, 190 p. (ISBN 2-7011-2841-2), p. 24